# Iabuca, Banatul de Sud
Iabuca (sârbă Jabuka, cu alfabetul chirilic: Јабука, germană Apfeldorf, maghiară Almas, Torontálalmás) este o localitate în partea de nord a Serbiei, în Districtul Banatul de Sud, Voivodina.